# Atheneite
L'atheneite è un minerale.